# Pavel Târpescu
Pavel Târpescu (n. 15 iulie 1941) este un fost deputat român în legislatura 2000-2004, ales în județul Iași pe listele partidului PDSR. În iunie 2001, Pavel Târpescu a devenit membru PSD. În cadrul activității sale parlamentare, Pavel Târpescu a fost membru în grupurile parlamentare de prietenie cu Republica Federală Germania și Republica Elenă.